# Championnat du monde des rallyes 2015
Navigation
2014 2016
Le championnat du monde des rallyes 2015 est la 43e édition du championnat du monde des rallyes.

## Participants

### Pilotes
- Sébastien Ogier remet son titre en jeu pour la passe de trois chez Volkswagen Motorsport. À ses côtés, comme depuis 2013, Jari-Matti Latvala et Andreas Mikkelsen tenteront de briller.
- Citroën rempile également avec la même paire de pilotes, Kris Meeke et Mads Ostberg. Sébastien Loeb fera une pige au rallye de Monte-Carlo.
- Mikko Hirvonen a pris sa retraite. Ainsi, c'est à Ott Tänak que revient la tâche de seconder Elfyn Evans, propulsé no 1 de l'équipe M-Sport.
- Chez Hyundai, la paire alignée est toujours Thierry Neuville et Dani Sordo. Ce dernier, victime d'une chute à VTT[1], sera remplacé par Hayden Paddon qui pilotera la voiture no 8 pour le rallye de Suède, avant de terminer la saison dans l'équipe bis du constructeur coréen. Pour l'occasion, Kévin Abbring aura la quatrième i20 à disposition.

### Écuries du championnat constructeurs
- Volkswagen Motorsport remet ses titres en jeu avec le même trio de pilote qu'en 2013 et 2014, en l’occurrence Sébastien Ogier, Jari-Matti Latvala et Andreas Mikkelsen.
- Citroën Racing ne change pas sa paire de pilotes, toujours constituée de Kris Meeke et Mads Ostberg. À noter l'apparition de Sébastien Loeb au Monte-Carlo. Sa dernière sortie datait d'octobre 2013 et le Rallye de France-Alsace.
- Deuxième saison pour la firme coréenne Hyundai qui conserve Thierry Neuville pour les 13 épreuves du calendrier. De leurs côtés, Dani Sordo et Hayden Paddon sont engagés à temps partiel sur une sélection d'épreuves. Nouvelle recrue de l'équipe coréene, le Néerlandais Kevin Abbring arrive du championnat d'Europe où il roulait pour l'équipe officielle Peugeot en 2014.

### Autres écuries et équipages
- Première saison complète pour Lorenzo Bertelli au volant d'une WRC.

| Constructeur                       | Nat.                       | Écurie                                   | Pneus | N° | Nat.                           | Pilotes            | Nat.                           | Copilotes            | Manches       |
| ---------------------------------- | -------------------------- | ---------------------------------------- | ----- | -- | ------------------------------ | ------------------ | ------------------------------ | -------------------- | ------------- |
| Volkswagen (Volkswagen Polo R WRC) | Drapeau de l'Allemagne     | Volkswagen Motorsport                    | M     | 1  | Drapeau de la France           | Sébastien Ogier    | Drapeau de la France           | Julien Ingrassia     | Toutes        |
| Volkswagen (Volkswagen Polo R WRC) | Drapeau de l'Allemagne     | Volkswagen Motorsport                    | M     | 2  | Drapeau de la Finlande         | Jari-Matti Latvala | Drapeau de la Finlande         | Miikka Anttila       | Toutes        |
| Volkswagen (Volkswagen Polo R WRC) | Drapeau de l'Allemagne     | Volkswagen Motorsport II                 | M     | 9  | Drapeau de la Norvège          | Andreas Mikkelsen  | Drapeau de la Norvège          | Ola Fløene           | Toutes        |
| Citroën (Citroën DS3 WRC)          | Drapeau de la France       | Citroën Total Abu Dhabi World Rally Team | M     | 3  | Drapeau du Royaume-Uni         | Kris Meeke         | Drapeau de l'Irlande           | Paul Nagle           | Toutes        |
| Citroën (Citroën DS3 WRC)          | Drapeau de la France       | Citroën Total Abu Dhabi World Rally Team | M     | 4  | Drapeau de la France           | Sébastien Loeb,    | Drapeau de Monaco              | Daniel Elena         | 1             |
| Citroën (Citroën DS3 WRC)          | Drapeau de la France       | Citroën Total Abu Dhabi World Rally Team | M     | 4  | Drapeau de la Norvège          | Mads Østberg       | Drapeau de la Suède            | Jonas Andersson      | 2–9, 11–13    |
| Citroën (Citroën DS3 WRC)          | Drapeau de la France       | Citroën Total Abu Dhabi World Rally Team | M     | 4  | Drapeau de la France           | Stéphane Lefebvre  | Drapeau de la Belgique         | Stéphane Prevot      | 10            |
| Ford (Ford Fiesta RS WRC)          | Drapeau du Royaume-Uni     | M-Sport World Rally Team                 | M     | 5  | Drapeau du Royaume-Uni         | Elfyn Evans        | Drapeau du Royaume-Uni         | Daniel Barritt       | Toutes        |
| Ford (Ford Fiesta RS WRC)          | Drapeau du Royaume-Uni     | M-Sport World Rally Team                 | M     | 6  | Drapeau de l'Estonie           | Ott Tänak          | Drapeau de l'Estonie           | Raigo Mõlder         | Toutes        |
| Ford (Ford Fiesta RS WRC)          | Drapeau de la Tchéquie     | Jipocar Czech National Team              | P     | 21 | Drapeau de la Tchéquie         | Martin Prokop      | Drapeau de la Tchéquie         | Jan Tománek          | 1–9, 11–13    |
| Ford (Ford Fiesta RS WRC)          | Drapeau de la Pologne      | RK World Rally Team                      | P     | 14 | Drapeau de la Pologne          | Robert Kubica      | Drapeau de la Pologne          | Maciek Szczepaniak   | 1–9, 11–13    |
| Ford (Ford Fiesta RS WRC)          | Drapeau de l'Italie        | FWRT s.r.l.                              | P     | 37 | Drapeau de l'Italie            | Lorenzo Bertelli   | Drapeau de l'Italie            | Giovanni Bernacchini | 1–5           |
| Ford (Ford Fiesta RS WRC)          | Drapeau de l'Italie        | FWRT s.r.l.                              | P     | 37 | Drapeau de l'Italie            | Lorenzo Bertelli   | Drapeau de l'Italie            | Lorenzo Granai       | 6–13          |
| Hyundai (Hyundai i20 WRC)          | Drapeau de la Corée du Sud | Hyundai Motorsport                       | M     | 7  | Drapeau de la Belgique         | Thierry Neuville   | Drapeau de la Belgique         | Nicolas Gilsoul      | 1–12          |
| Hyundai (Hyundai i20 WRC)          | Drapeau de la Corée du Sud | Hyundai Motorsport                       | M     | 7  | Drapeau de l'Espagne           | Dani Sordo         | Drapeau de l'Espagne           | Marc Martí           | 13            |
| Hyundai (Hyundai i20 WRC)          | Drapeau de la Corée du Sud | Hyundai Motorsport                       | M     | 8  | Drapeau de l'Espagne           | Dani Sordo         | Drapeau de l'Espagne           | Marc Martí           | 1, 3–9, 11–12 |
| Hyundai (Hyundai i20 WRC)          | Drapeau de la Corée du Sud | Hyundai Motorsport                       | M     | 8  | Drapeau de la Nouvelle-Zélande | Hayden Paddon      | Drapeau de la Nouvelle-Zélande | John Kennard         | 2, 10, 13     |
| Hyundai (Hyundai i20 WRC)          | Drapeau de la Corée du Sud | Hyundai Motorsport N                     | M     | 20 | Drapeau des Pays-Bas           | Kevin Abbring,     | Drapeau du Royaume-Uni         | Sebastian Marshall   | 2             |
| Hyundai (Hyundai i20 WRC)          | Drapeau de la Corée du Sud | Hyundai Motorsport N                     | M     | 20 | Drapeau de la Nouvelle-Zélande | Hayden Paddon      | Drapeau de la Nouvelle-Zélande | John Kennard         | 3–9, 11–12    |
| Hyundai (Hyundai i20 WRC)          | Drapeau de la Corée du Sud | Hyundai Motorsport N                     | M     | 20 | Drapeau de l'Espagne           | Dani Sordo         | Drapeau de l'Espagne           | Marc Martí           | 10            |
| Hyundai (Hyundai i20 WRC)          | Drapeau de la Corée du Sud | Hyundai Motorsport N                     | M     | 20 | Drapeau de la Belgique         | Thierry Neuville   | Drapeau de la Belgique         | Nicolas Gilsoul      | 13            |

| Constructeur              | Nat.                       | Écurie                                   | Pneus | N° | Nat.                            | Pilotes              | Nat.                    | Copilotes              | Manches      |
| ------------------------- | -------------------------- | ---------------------------------------- | ----- | -- | ------------------------------- | -------------------- | ----------------------- | ---------------------- | ------------ |
| Hyundai (Hyundai i20 WRC) | Drapeau de la Corée du Sud | Hyundai Motorsport N                     | M     | 10 | Drapeau des Pays-Bas            | Kevin Abbring        | Drapeau du Royaume-Uni  | Sebastian Marshall     | 7, 9, 11, 13 |
| Citroën (Citroën DS3 WRC) | Drapeau de la France       | Citroën Total Abu Dhabi World Rally Team | M     | 12 | Drapeau de la Norvège           | Mads Østberg         | Drapeau de la Suède     | Jonas Andersson        | 1            |
| Citroën (Citroën DS3 WRC) | Drapeau de la France       | Citroën Total Abu Dhabi World Rally Team | M     | 12 | Drapeau des Émirats arabes unis | Khalid Al Qassimi    | Drapeau du Royaume-Uni  | Chris Patterson        | 4–6, 8, 12   |
| Citroën (Citroën DS3 WRC) | Drapeau de la France       | Citroën Total Abu Dhabi World Rally Team | M     | 12 | Drapeau de la France            | Stéphane Lefebvre    | Drapeau de la Belgique  | Stéphane Prevot        | 9, 11, 13    |
| Citroën (Citroën DS3 WRC) | Drapeau de la France       | PH Sport                                 | M     | 15 | Drapeau de la France            | Stéphane Lefebvre    | Drapeau de la Belgique  | Stéphane Prevot        | 12           |
| Citroën (Citroën DS3 WRC) | Drapeau de la France       | PH Sport                                 | M     | 18 | Drapeau de la France            | Sébastien Chardonnet | Drapeau de la France    | Thibault De La Haye    | 1            |
| Citroën (Citroën DS3 WRC) | Drapeau de l'Italie        | D-Max Racing                             | P     | 17 | Drapeau de l'Ukraine            | Yuriy Protasov       | Drapeau de l'Ukraine    | Pavlo Cherepin         | 1            |
| Ford (Ford Fiesta RS WRC) | Drapeau de la Pologne      | RK World Rally Team                      | P     | 14 | Drapeau de la Pologne           | Robert Kubica        | Drapeau de la Pologne   | Maciek Szczepaniak     | 1–9, 11–13   |
| Ford (Ford Fiesta RS WRC) | Drapeau de la Norvège      | Adapta Motorsport                        | M     | 15 | Drapeau de la Norvège           | Henning Solberg      | Drapeau de l'Autriche   | Ilka Minor             | 1–2, 8, 13   |
| Ford (Ford Fiesta RS WRC) | Drapeau du Royaume-Uni     | M-Sport World Rally Team                 | M     | 15 | Drapeau de la France            | Bryan Bouffier       | Drapeau de la France    | Xavier Panseri         | 1            |
| Ford (Ford Fiesta RS WRC) | Drapeau du Royaume-Uni     | M-Sport World Rally Team                 | M     | 15 | Drapeau de la France            | Bryan Bouffier       | Drapeau de la France    | Thibault De La Haye    | 11           |
| Ford (Ford Fiesta RS WRC) | Drapeau du Royaume-Uni     | M-Sport World Rally Team                 | M     | 15 | Drapeau de la Finlande          | Juho Hänninen        | Drapeau de la Finlande  | Tomi Tuominen          | 8            |
| Ford (Ford Fiesta RS WRC) | Drapeau du Royaume-Uni     | M-Sport World Rally Team                 | P     | 17 | Drapeau de l'Ukraine            | Yuriy Protasov       | Drapeau de l'Ukraine    | Pavlo Cherepin         | 2            |
| Ford (Ford Fiesta RS WRC) | Drapeau de la Pologne      | Synthos Cersanit Rally Team              | P     | 18 | Drapeau de la Pologne           | Michał Sołowow       | Drapeau de la Pologne   | Maciek Baran           | 2            |
| Ford (Ford Fiesta RS WRC) | Drapeau de l'Italie        | GP Racing Team                           | M     | 19 | Drapeau de la France            | Jean-Michel Raoux    | Drapeau de la France    | Thomas Escartefigue    | 1            |
| Ford (Ford Fiesta RS WRC) | Drapeau de la Tchéquie     | Jipocar Czech National Team              | P     | 22 | Drapeau de la Slovaquie         | Jaroslav Melichárek  | Drapeau de la Slovaquie | Erik Melichárek        | 9            |
| Ford (Ford Fiesta RS WRC) | Drapeau de la Belgique     | First Motorsport                         | M     | 22 | Drapeau de la France            | Stéphane Sarrazin    | Drapeau de la France    | Jacques-Julien Renucci | 11           |
| Ford (Ford Fiesta RS WRC) | Drapeau de l'Irlande       | Combilift Rallying                       | P     | 22 | Drapeau de l'Irlande            | Josh Moffett         | Drapeau de l'Irlande    | John Rowan             | 13           |
| Ford (Ford Fiesta RS WRC) | Drapeau de l'Irlande       | Combilift Rallying                       | P     | 23 | Drapeau de l'Irlande            | Sam Moffett          | Drapeau de l'Irlande    | Karl Atkinson          | 13           |
| Ford (Ford Fiesta RS WRC) | Drapeau de l'Italie        | Motorsport Italia                        | P     | 23 | Drapeau du Mexique              | Benito Guerra        | Drapeau de l'Espagne    | Borja Rozada           | 3            |
| Ford (Ford Fiesta RS WRC) | Drapeau du Royaume-Uni     | Graham Coffey Rally Team                 | P     | 79 | Drapeau du Royaume-Uni          | Graham Coffey        | Drapeau de l'Allemagne  | Jenny Gäbler           | 9            |

## Calendrier et règlement
Le calendrier 2015 est identique à celui de 2014, seul l'ordre des épreuves du Portugal et d'Argentine est inversé. Le rallye de France fait son retour en Corse à la suite du désengagement financier des collectivités locales alsaciennes.
Au niveau de la réglementation, il y a quelques modifications. Une journée d'essais avant chaque rallye est possible pour les écuries. La pénalité pour les pilotes ne prenant pas le départ d'une spéciale passe de cinq à sept minutes, les dix minutes de pénalité restent toutefois pour la dernière spéciale de la journée.
Pour cette saison deux des épreuves (le Monte-Carlo et le rallye d'Allemagne) sont concernées (avec trois autres courses du championnat d'Europe) pour l'organisation de la première Coupe FIA R-GT (ou FIA R-GT Cup) relative aux voitures de Grand Tourisme (du Groupe R-GT).
| N° | Dates               | Rallye                    | Base             | Surface             |
| -- | ------------------- | ------------------------- | ---------------- | ------------------- |
| 1  | 22 - 25 janvier     | Rallye Monte-Carlo        | Gap              | Asphalte et neige   |
| 2  | 12 - 15 février     | Rallye de Suède           | Hagfors          | Neige               |
| 3  | 5 - 8 mars          | Rallye du Mexique         | León             | Gravier             |
| 4  | 23 - 26 avril       | Rallye d'Argentine        | Villa Carlos Paz | Gravier             |
| 5  | 21 - 24 mai         | Rallye du Portugal        | Faro             | Gravier             |
| 6  | 11 - 14 juin        | Rallye de Sardaigne       | Olbia            | Gravier             |
| 7  | 2 - 5 juillet       | Rallye de Pologne         | Mikołajki        | Gravier             |
| 8  | 30 juillet - 2 août | Rallye de Finlande        | Jyväskylä        | Gravier             |
| 9  | 20 - 23 août        | Rallye d'Allemagne        | Trèves           | Asphalte            |
| 10 | 10 - 13 septembre   | Rallye d'Australie        | Coffs Harbour    | Gravier             |
| 11 | 1er - 4 octobre     | Tour de Corse             | Ajaccio          | Asphalte            |
| 12 | 22 - 25 octobre     | Rallye de Catalogne       | Salou            | Asphalte et gravier |
| 13 | 12 - 15 novembre    | Rallye de Grande-Bretagne | Deeside          | Gravier             |

## Résultats
| Manche | Rallye                                                       | Podium | Podium             | Podium                | Podium                                   | Podium            |
| Manche | Rallye                                                       | Pos.   | Pilote             | Voiture               | Équipe                                   | Temps             |
| ------ | ------------------------------------------------------------ | ------ | ------------------ | --------------------- | ---------------------------------------- | ----------------- |
| 1re    | Rallye Monte-Carlo 21-25 janvier résultats détaillés         | 1er    | Sébastien Ogier    | Volkswagen Polo R WRC | Volkswagen Motorsport                    | 3 h 36 min 40 s 2 |
| 1re    | Rallye Monte-Carlo 21-25 janvier résultats détaillés         | 2e     | Jari-Matti Latvala | Volkswagen Polo R WRC | Volkswagen Motorsport                    | 3 h 37 min 38 s 2 |
| 1re    | Rallye Monte-Carlo 21-25 janvier résultats détaillés         | 3e     | Andreas Mikkelsen  | Volkswagen Polo R WRC | Volkswagen Motorsport                    | 3 h 38 min 52 s 5 |
|        |                                                              |        |                    |                       |                                          |                   |
| 2e     | Rallye de Suède 12-15 février résultats détaillés            | 1er    | Sébastien Ogier    | Volkswagen Polo R WRC | Volkswagen Motorsport                    | 2 h 55 min 30 s 5 |
| 2e     | Rallye de Suède 12-15 février résultats détaillés            | 2e     | Thierry Neuville   | Hyundai i20 WRC       | Hyundai World Rally Team                 | 2 h 55 min 36 s 9 |
| 2e     | Rallye de Suède 12-15 février résultats détaillés            | 3e     | Andreas Mikkelsen  | Volkswagen Polo R WRC | Volkswagen Motorsport                    | 2 h 56 min 10 s 3 |
|        |                                                              |        |                    |                       |                                          |                   |
| 3e     | Rallye du Mexique 5-8 mars résultats détaillés               | 1er    | Sébastien Ogier    | Volkswagen Polo R WRC | Volkswagen Motorsport                    | 4 h 19 min 13 s 4 |
| 3e     | Rallye du Mexique 5-8 mars résultats détaillés               | 2e     | Mads Østberg       | Citroën DS3 WRC       | Citroën Total Abu Dhabi World Rally Team | 4 h 20 min 32 s 2 |
| 3e     | Rallye du Mexique 5-8 mars résultats détaillés               | 3e     | Andreas Mikkelsen  | Volkswagen Polo R WRC | Volkswagen Motorsport                    | 4 h 20 min 38 s 5 |
|        |                                                              |        |                    |                       |                                          |                   |
| 4e     | Rallye d'Argentine 23-26 avril résultats détaillés           | 1er    | Kris Meeke         | Citroën DS3 WRC       | Citroën Total Abu Dhabi World Rally Team | 3 h 41 min 44 s 9 |
| 4e     | Rallye d'Argentine 23-26 avril résultats détaillés           | 2e     | Mads Østberg       | Citroën DS3 WRC       | Citroën Total Abu Dhabi World Rally Team | 3 h 42 min 03 s 0 |
| 4e     | Rallye d'Argentine 23-26 avril résultats détaillés           | 3e     | Elfyn Evans        | Ford Fiesta RS WRC    | M-Sport World Rally Team                 | 3 h 45 min 12 s 3 |
|        |                                                              |        |                    |                       |                                          |                   |
| 5e     | Rallye du Portugal 21-24 mai résultats détaillés             | 1er    | Jari-Matti Latvala | Volkswagen Polo R WRC | Volkswagen Motorsport                    | 3 h 30 min 35 s 3 |
| 5e     | Rallye du Portugal 21-24 mai résultats détaillés             | 2e     | Sébastien Ogier    | Volkswagen Polo R WRC | Volkswagen Motorsport                    | 3 h 30 min 43 s 5 |
| 5e     | Rallye du Portugal 21-24 mai résultats détaillés             | 3e     | Andreas Mikkelsen  | Volkswagen Polo R WRC | Volkswagen Motorsport                    | 3 h 31 min 03 s 9 |
|        |                                                              |        |                    |                       |                                          |                   |
| 6e     | Rallye de Sardaigne 11-14 juin résultats détaillés           | 1er    | Sébastien Ogier    | Volkswagen Polo R WRC | Volkswagen Motorsport                    | 4 h 25 min 54 s 3 |
| 6e     | Rallye de Sardaigne 11-14 juin résultats détaillés           | 2e     | Hayden Paddon      | Hyundai i20 WRC       | Hyundai Motorsport N                     | 4 h 28 min 59 s 7 |
| 6e     | Rallye de Sardaigne 11-14 juin résultats détaillés           | 3e     | Thierry Neuville   | Hyundai i20 WRC       | Hyundai World Rally Team                 | 4 h 29 min 36 s 8 |
|        |                                                              |        |                    |                       |                                          |                   |
| 7e     | Rallye de Pologne 2-5 juillet résultats détaillés            | 1er    | Sébastien Ogier    | Volkswagen Polo R WRC | Volkswagen Motorsport                    | 2 h 26 min 11 s 5 |
| 7e     | Rallye de Pologne 2-5 juillet résultats détaillés            | 2e     | Andreas Mikkelsen  | Volkswagen Polo R WRC | Volkswagen Motorsport                    | 2 h 26 min 23 s 4 |
| 7e     | Rallye de Pologne 2-5 juillet résultats détaillés            | 3e     | Ott Tanak          | Ford Fiesta RS WRC    | M-Sport World Rally Team                 | 2 h 26 min 34 s 5 |
|        |                                                              |        |                    |                       |                                          |                   |
| 8e     | Rallye de Finlande 30 juillet–2 août résultats détaillés     | 1er    | Jari-Matti Latvala | Volkswagen Polo R WRC | Volkswagen Motorsport                    | 2 h 33 min 03 s 8 |
| 8e     | Rallye de Finlande 30 juillet–2 août résultats détaillés     | 2e     | Sébastien Ogier    | Volkswagen Polo R WRC | Volkswagen Motorsport                    | 2 h 33 min 17 s 5 |
| 8e     | Rallye de Finlande 30 juillet–2 août résultats détaillés     | 3e     | Mads Østberg       | Citroën DS3 WRC       | Citroën Total Abu Dhabi World Rally Team | 2 h 34 min 40 s 6 |
|        |                                                              |        |                    |                       |                                          |                   |
| 9e     | Rallye d'Allemagne 20-23 août résultats détaillés            | 1er    | Sébastien Ogier    | Volkswagen Polo R WRC | Volkswagen Motorsport                    | 3 h 35 min 49 s 5 |
| 9e     | Rallye d'Allemagne 20-23 août résultats détaillés            | 2e     | Jari-Matti Latvala | Volkswagen Polo R WRC | Volkswagen Motorsport                    | 3 h 36 min 12 s 5 |
| 9e     | Rallye d'Allemagne 20-23 août résultats détaillés            | 3e     | Andreas Mikkelsen  | Volkswagen Polo R WRC | Volkswagen Motorsport                    | 3 h 37 min 46 s 1 |
|        |                                                              |        |                    |                       |                                          |                   |
| 10e    | Rallye d'Australie 10-13 septembre résultats détaillés       | 1er    | Sébastien Ogier    | Volkswagen Polo R WRC | Volkswagen Motorsport                    | 2 h 59 min 16 s 4 |
| 10e    | Rallye d'Australie 10-13 septembre résultats détaillés       | 2e     | Jari-Matti Latvala | Volkswagen Polo R WRC | Volkswagen Motorsport                    | 2 h 59 min 28 s 7 |
| 10e    | Rallye d'Australie 10-13 septembre résultats détaillés       | 3e     | Kris Meeke         | Citroën DS3 WRC       | Citroën Total Abu Dhabi World Rally Team | 2 h 59 min 49 s 0 |
|        |                                                              |        |                    |                       |                                          |                   |
| 11e    | Tour de Corse 1-4 octobre résultats détaillés                | 1er    | Jari-Matti Latvala | Volkswagen Polo R WRC | Volkswagen Motorsport                    | 2 h 39 min 47 s 7 |
| 11e    | Tour de Corse 1-4 octobre résultats détaillés                | 2e     | Elfyn Evans        | Ford Fiesta RS WRC    | M-Sport World Rally Team                 | 2 h 40 min 29 s 8 |
| 11e    | Tour de Corse 1-4 octobre résultats détaillés                | 3e     | Andreas Mikkelsen  | Volkswagen Polo R WRC | Volkswagen Motorsport                    | 2 h 40 min 33 s 0 |
|        |                                                              |        |                    |                       |                                          |                   |
| 12e    | Rallye de Catalogne 22-25 octobre résultats détaillés        | 1er    | Andreas Mikkelsen  | Volkswagen Polo R WRC | Volkswagen Motorsport                    | 3 h 21 min 04 s 8 |
| 12e    | Rallye de Catalogne 22-25 octobre résultats détaillés        | 2e     | Jari-Matti Latvala | Volkswagen Polo R WRC | Volkswagen Motorsport                    | 3 h 21 min 07 s 9 |
| 12e    | Rallye de Catalogne 22-25 octobre résultats détaillés        | 3e     | Dani Sordo         | Hyundai i20 WRC       | Hyundai World Rally Team                 | 3 h 21 min 26 s 0 |
|        |                                                              |        |                    |                       |                                          |                   |
| 13e    | Rallye de Grande-Bretagne 12-15 novembre résultats détaillés | 1er    | Sébastien Ogier    | Volkswagen Polo R WRC | Volkswagen Motorsport                    | 3 h 03 min 02 s 0 |
| 13e    | Rallye de Grande-Bretagne 12-15 novembre résultats détaillés | 2e     | Kris Meeke         | Citroën DS3 WRC       | Citroën Total Abu Dhabi World Rally Team | 3 h 03 min 28 s 0 |
| 13e    | Rallye de Grande-Bretagne 12-15 novembre résultats détaillés | 3e     | Andreas Mikkelsen  | Volkswagen Polo R WRC | Volkswagen Motorsport                    | 3 h 03 min 38 s 2 |
|        |                                                              |        |                    |                       |                                          |                   |

## Classements

### Classement des pilotes
Selon le système de points en vigueur, les 10 premiers équipages remportent des points, 25 points pour le premier, puis 18, 15, 12, 10, 8, 6, 4, 2 et 1.
| Rang | Pilote              | Rallyes | Rallyes | Rallyes | Rallyes | Rallyes | Rallyes | Rallyes | Rallyes | Rallyes | Rallyes | Rallyes | Rallyes | Rallyes | Total points |
| Rang | Pilote              | MON     | SUE     | MEX     | ARG     | POR     | ITA     | POL     | FIN     | GER     | AUS     | FRA     | ESP     | GBR     | Total points |
| ---- | ------------------- | ------- | ------- | ------- | ------- | ------- | ------- | ------- | ------- | ------- | ------- | ------- | ------- | ------- | ------------ |
| 1er  | Sébastien Ogier     | 25      | 25+3    | 25+3    | 0+3     | 18+3    | 25+3    | 25+3    | 18+3    | 25      | 25+3    | 0+3     | Ab.     | 25      | 263          |
| 2e   | Jari-Matti Latvala  | 18+1    | 0       | 0       | Ab.     | 252     | 8+2     | 10      | 25+2    | 21+3    | 18+2    | 25+1    | 18+2    | 0+3     | 183          |
| 3e   | Andreas Mikkelsen   | 15      | 15      | 15+2    | Ab.     | 15+1    | 0+1     | 18+1    | Ab.     | 15      | 12+1    | 15      | 25+3    | 15+2    | 171          |
| 4e   | Mads Østberg        | 12      | 1+1     | 18      | 18+1    | 6       | 10      | 2       | 15      | 6       | -       | 8       | 12      | 6       | 116          |
| 5e   | Kris Meeke          | 1+3     | 6       | 0       | 25      | 12      | 0       | 6       | 0+1     | 2+2     | 15      | 12      | 10+1    | 18      | 112          |
| 6e   | Thierry Neuville    | 10      | 18+2    | 41      | Ab.     | 0       | 15      | 8       | 12      | 10      | 6       | 0       | 4       | Ab.     | 90           |
| 7e   | Elfyn Evans         | 6       | 8       | 12      | 15      | 0       | 12      | 0       | 0       | 8       | 2       | 18      | Ab.     | 8       | 89           |
| 8e   | Dani Sordo          | 8       | -       | 10      | 10+2    | 8       | 0       | 1       | 0       | 12+1    | 4       | 6       | 15      | 12      | 89           |
| 9e   | Hayden Paddon       | -       | 10      | 0       | 0       | 4       | 18      | 12      | 0       | 2       | 10      | 10      | 8       | 10      | 84           |
| 10e  | Ott Tanak           | 0       | 12      | 0       | 1       | 10      | 0       | 15+2    | 10      | 4       | 8       | 1       | Ab.     | Ab.     | 63           |
| 11e  | Martin Prokop       | 2       | 4       | 8       | 12      | 1       | Ab.     | 0       | 6       | Ab.     | -       | 0       | 6       | 0       | 39           |
| 12e  | Robert Kubica       | Ab.     | 0       | 0       | -       | 2       | 0       | 4       | Ab.     | 0       | -       | 0+2     | 0       | 2+1     | 11           |
| 13e  | Khalid Al Qassimi   | -       | -       | -       | 8       | 0       | 1       | -       | 0       | -       | -       | -       | 0       | -       | 9            |
| 14e  | Juho Hänninen       | -       | -       | -       | -       | -       | -       | -       | 8       | -       | -       | -       | -       | -       | 8            |
| 15e  | Yuriy Protasov      | 0       | 2       | 0       | 0       | -       | 6       | -       | 0       | 0       | 0       | 0       | 0       | 0       | 8            |
| 16e  | Nasser Al-Attiyah   | -       | -       | 6       | -       | 0       | 0       | Ab.     | -       | 0       | 1       | -       | 0       | -       | 7            |
| 17e  | Abdulaziz Al-Kuwari | -       | -       | 0       | 6       | 0       | 0       | -       | -       | -       | -       | -       | 0       | 0       | 6            |
| 18e  | Sébastien Loeb      | 4+2     | -       | -       | -       | -       | -       | -       | -       | -       | -       | -       | -       | -       | 6            |
| 19e  | Stéphane Lefebvre   | 0       | Ab.     | Ab.     | Ab.     | 0       | 0       | Ab.     | Dq.     | 1       | 0       | 0       | 0       | 4       | 5            |
| 20e  | Esapekka Lappi      | -       | -       | -       | -       | 0       | 0       | 0       | 4       | 0       | -       | 0       | Ab.     | -       | 4            |
| 21e  | Diego Domínguez     | -       | -       | -       | 4       | -       | -       | -       | -       | -       | -       | -       | -       | -       | 4            |
| 22e  | Paolo Andreucci     | -       | -       | -       | -       | -       | 4       | -       | -       | -       | -       | -       | -       | -       | 4            |
| 23e  | Bryan Bouffier      | 0       | -       | -       | -       | -       | -       | -       | -       | 0       | -       | 4       | -       | -       | 4            |
| 24e  | Pontus Tidemand     | -       | 0       | -       | -       | 0       | -       | 0       | 2       | -       | -       | -       | 2       | -       | 4            |
| 25e  | Jan Kopecký         | -       | -       | -       | -       | -       | 2       | -       | -       | 0       | -       | -       | 1       | -       | 3            |
| 26e  | Nicolás Fuchs       | -       | -       | 2       | Ab.     | 0       | 0       | 0       | Ab.     | -       | -       | -       | -       | 0       | 2            |
| 27e  | Gustavo Saba        | -       | -       | -       | 2       | -       | -       | -       | -       | -       | -       | -       | -       | -       | 2            |
| 29e  | Stéphane Sarrazin   | -       | -       | -       | -       | -       | -       | -       | -       | -       | -       | 2       | -       | -       | 2            |
| 29e  | Lorenzo Bertelli    | 0       | Ab.     | Ab.     | 0       | Ab.     | Ab.     | 0       | 1       | -       | 0       | Ab.     | Ab.     | 1       | 2            |
| 30e  | Jari Ketomaa        | -       | 0       | 1       | 0       | Ab.     | -       | 0       | -       | -       | -       | -       | Ab.     | -       | 1            |

| Couleur | Résultat                                                         |
| ------- | ---------------------------------------------------------------- |
| Or      | Vainqueur                                                        |
| Argent  | 2e place                                                         |
| Bronze  | 3e place                                                         |
| Vert    | Classé, dans les points                                          |
| Bleu    | Classé, hors des points Non classé (Nc.)                         |
| Mauve   | Abandon (Ab.) Retrait (Re.)                                      |
| Noir    | Disqualifié (Dq.)                                                |
| Blanc   | N'a pas pris le départ (Np.) Forfait (Forf.) Épreuve annulée (A) |
| Aucune  | N'a pas participé (-)                                            |

3, 2, 1 : y compris les 3, 2 et 1 points attribués aux trois premiers de la spéciale télévisée (power stage).

### Classement des constructeurs
| Rang | Équipe                                   | Rallyes | Rallyes | Rallyes | Rallyes | Rallyes | Rallyes | Rallyes | Rallyes | Rallyes | Rallyes | Rallyes | Rallyes | Rallyes | Total points |
| Rang | Équipe                                   | MON     | SUE     | MEX     | ARG     | POR     | ITA     | POL     | FIN     | GER     | AUS     | FRA     | ESP     | GBR     | Total points |
| ---- | ---------------------------------------- | ------- | ------- | ------- | ------- | ------- | ------- | ------- | ------- | ------- | ------- | ------- | ------- | ------- | ------------ |
| 1er  | Volkswagen Motorsport                    | 43      | 25      | 31      | 4       | 43      | 33      | 35      | 43      | 43      | 43      | 26      | 18      | 27      | 414          |
| 2e   | Citroën Total Abu Dhabi World Rally Team | 12      | 8       | 22      | 43      | 18      | 12      | 10      | 16      | 7       | 16      | 20      | 22      | 24      | 230          |
| 3e   | Hyundai World Rally Team                 | 27      | 28      | 20      | 10      | 9       | 19      | 10      | 16      | 22      | 16      | 6       | 18      | 22      | 224          |
| 4e   | M-Sport World Rally Team                 | 12      | 20      | 16      | 23      | 10      | 18      | 15      | 12      | 12      | 10      | 22      | 3       | 8       | 181          |
| 5e   | Volkswagen Motorsport II                 | -       | 15      | -       | 0       | 15      | 1       | 18      | 0       | 15      | 12      | 15      | 25      | 15      | 131          |
| 6e   | Hyundai Motorsport N                     | -       | 1       | 2       | 6       | 4       | 18      | 12      | 0       | 2       | 4       | 10      | 8       | 0       | 67           |
| 7e   | Jipocar Czech National Team              | 6       | 4       | 10      | 12      | 2       | 0       | 1       | 8       | 0       | -       | 2       | 6       | 0       | 51           |
| 8e   | FWRT s.r.l.                              | 1       | 0       | 0       | 2       | 0       | 0       | 0       | 6       | -       | 0       | 0       | 0       | 4       | 13           |